# Joost van der Westhuizen
Joost van der Westhuizen (Pretoria, 20 februari 1971 – Johannesburg, 6 februari 2017) was een Zuid-Afrikaans rugbyspeler.

## Biografie
Joost Heystek van der Westhuizen werd in 1971 in Pretoria geboren. Hij speelde zijn gehele loopbaan, van 1993 tot 2003, bij de Blue Bulls. In die periode speelde hij ook 89 keer voor het Zuid-Afrikaanse rugbyteam. Eind 2008 merkte Van der Westhuizen dat er iets scheelde met zijn rechterarm. Hij weet dit aan een oude blessure. Bij later onderzoek werd het duidelijk dat het om de zenuwziekte Amyotrofe laterale sclerose (ALS) ging.
Van der Westhuizen was getrouwd met de Zuid-Afrikaanse zangeres Amor Vittone. Ze hadden samen een zoon en een dochter.

## Rugbyloopbaan
Van der Westhuizen maakt zijn internationale debuut op 6 november 1993 tegen Argentinië in Buenos Aires. De Springboks wonnen die wedstrijd met 29-26 en Van der Westhuizen drukt de eerste try van zijn 38 tries record.
In 1995 was hij een belangrijk lid van de Zuid-Afrikaanse selectie voor de wereldbeker en speelde een belangrijke rol in de overwinning tegen de All Blacks in de finale, die de Zuid-Afrikanen met 15-12 wonnen. Dit was tevens de eerste keer dat Van der Westhuizen tegen de All Blacks speelde.

## Ziekte en overlijden
In april 2011 werd de ziekte ALS bij Van der Westhuizen gediagnosticeerd. Die diagnose is door dr. Erik Pioro, een vooraanstaand Amerikaans neuroloog, na medische testen in de Verenigde Staten bevestigd. Volgens doktoren had hij 80% kans om nog twee tot vijf jaar te leven en maar 20% kans dat het langer zou duren. Op 4 februari werd Van der Westhuizen in kritieke toestand opgenomen in het ziekenhuis van Johannesburg, op 6 februari 2017 overleed Van der Westhuizen op 45-jarige leeftijd aan de gevolgen van ALS.